# Récolement (topographie)
Pour les articles homonymes, voir Récolement.
Un récolement est une opération consistant en fin de chantier à comparer les plans du projet aux ouvrages réalisés. 
Le but du récolement est de relever la position réelle des objets ou travaux réalisés (qui peut différer de l'implantation prévisionnelle projetée avant les travaux) et de les implanter dans un système de référence planimétrique et altimétrique précis (en France, le Réseau Géodésique Français 1993 RGF93 et le système d'altitude NGF/IGN69 constituent les références géographiques légales), afin de conserver la mémoire de ces objets, de leurs caractéristiques et de leur positionnement, notamment lorsqu'ils sont enterrés (réseaux). Ces plans présentent un grand intérêt dans une optique d'efficacité de la maintenance des réseaux, de prévention des accidents (gazoducs enterrés, ...), de planification de travaux ultérieurs, etc.
Le terme désigne aussi une procédure obligatoire, notamment, à la fin des travaux concernant un immeuble inscrit au titre des monuments historiques, destinée à vérifier le respect des autorisations accordées dans le cadre d'un permis de construire.